# Río Putagán
Río Putagán är ett vattendrag i Chile.   Det ligger i regionen Región del Maule, i den mellersta delen av landet, 270 km söder om huvudstaden Santiago de Chile.
Omgivningen kring Río Putagán består till största delen av jordbruksmark. Området är  glesbefolkat, med 16 invånare per kvadratkilometer.